# Kathrin Unterwurzacher
Kathrin Unterwurzacher (* 5. Juni 1992 in Innsbruck) ist eine ehemalige österreichische Judoka, die in der 63-kg-Gewichtsklasse angetreten ist. Sie kämpfte für das Judozentrum Innsbruck.

## Werdegang und Erfolge
Kathrin Unterwurzacher begann 1999 mit dem Judosport in Innsbruck. Im Jahr 2007 trat sie zum ersten Mal bei internationalen Turnieren an. Ihren ersten großen Erfolg feierte sie 2008, als sie in Sarajevo den U17 Europameistertitel gewann. 2010 errang sie den dritten Platz bei den U-20 Weltmeisterschaften in Agadir. Nach Abschluss der Matura im Sport BORG Innsbruck, verpflichtete sie sich beim Österreichischen Bundesheer als Heeresleistungssportlerin.
Unterwurzacher war weiterhin sehr erfolgreich und feierte 2011 in Tyumen und 2013 in Samokov jeweils den U23 Europameistertitel sowie 2012 in Prag den U23 Vize-Europameistertitel.
In den folgenden Jahren etablierte sie sich in der Weltklasse und konnte insgesamt 2 Grand Slams und 8 Grands Prix gewinnen. Bei den Europameisterschaften 2016 und 2017 erreichte sie den 2. bzw. 3. Platz. Bei den Olympischen Spielen 2016 in Rio de Janeiro belegte sie Rang 7. Einer ihrer größten Erfolge war der Grand Slam Sieg 2016 in Tokio. Auf Grund dieser Leistungen wurde ihr im Mai 2017 der 3. Dan verliehen.
Insgesamt konnte Kathrin Unterwurzacher bis Februar 2020 30 Top-3-Platzierungen bei den Seniors in der Gewichtsklasse -63 kg erkämpfen.
Am 8. Juli 2020 beendete Kathrin Unterwurzacher ihre aktive Karriere aufgrund mehrerer Knieverletzungen in den letzten zweieinhalb Jahren.
Im September 2021 begann Unterwurzacher mit der Polizei-Ausbildung.